# Herbert Wetzstein
Herbert Wetzstein (* 8. Februar 1898 in Plauen; † 5. Oktober 1960 in Plauen) war ein deutscher Politiker (LDPD). Er war Oberbürgermeister der Stadt Plauen, Minister der Landesregierung Thüringen, Vorsitzender des LDP-Landesverbandes Sachsen und Abgeordneter der Volkskammer der DDR.

## Leben
Wetzstein, Sohn eines Kaufmanns, besuchte das Staatliche Gymnasium. Während des Ersten Weltkrieges wurde er zum Kriegsdienst in das Deutsche Heer eingezogen und kam 1917/18 an der Westfront zum Einsatz.
Nach der Rückkehr begann er 1919 ein Studium der Rechts- und Volkswissenschaften, das er abbrach, um in die Handstickerei seines Vaters einzutreten. Im Jahr 1923 wurde er Mitinhaber der Firma seines Vaters. Bis 1945 betätigte er sich nicht politisch.
1945 gehörte er zu den Mitbegründern der LDP-Ortsgruppe Plauen. Im Oktober 1946 wurde er Kreisvorsitzender der LDP Plauen. Vom 13. Januar 1947 bis 9. März 1950 wirkte er als Oberbürgermeister der Stadt Plauen. Wetzstein war 1948/49 Mitglied des 1. und 2. Volksrates der SBZ und von 1949 bis 1954 Abgeordneter der Volkskammer der DDR. Vom 24. Februar 1950 bis 21. November 1950 fungierte er als Minister für Land- und Forstwirtschaft der Landesregierung Thüringen im Kabinett Eggerath I. Am 24. Februar 1951 auf dem 5. Landesparteitag der LDP Sachsen in Dresden als Nachfolger von Walter Thürmer zum Landesvorsitzenden der LDP Sachsen gewählt, wurde er noch im selben Jahr durch Artur Schlesinger wieder abgelöst.